# Ист Пејкос (Њу Мексико)
Ист Пејкос (енгл. East Pecos) насељено је место без административног статуса у америчкој савезној држави Њу Мексико.

## Демографија
По попису из 2010. године број становника је 757.
| Група             | 2000.    | 2010.       |
| Белци             | 0 (0,0%) | 95 (12,5%)  |
| Афроамериканци    | 0 (0,0%) | 5 (0,7%)    |
| Азијати           | 0 (0,0%) | 0 (0,0%)    |
| Хиспаноамериканци | 0 (0,0%) | 658 (86,9%) |
| Укупно            | 0        | 757         |